# Anja Andersen
Anja Jul Andersen (n. 15 februarie 1969 în Odense, Danemarca) este o fostă jucătoare profesionistă și actuală antrenoare de handbal din Danemarca. Ultima dată a antrenat echipa Oltchim Râmnicu Vâlcea, campioana României. Anja este fiica handbalistului danez Keld Andersen, participant împreună cu naționala masculină a Danemarcei la Jocurile Olimpice de vară din 1972, unde s-a clasat pe locul 13.

## Carieră

### Ca jucătoare
Anja Andersen este cunoscută atât pentru calitățile ei de jucătoare ofensivă, cât și pentru temperamentul ei și curajul de a nu se da în lături de la scene dramatice sau trucuri îndrăznețe în timpul meciurilor. Ea a avut un rol important în renașterea handbalului danez în anii '90. Temperamentul ei puternic și abilitățile impresionante au făcut-o cunoscută în toată lumea și, după prima medalie de aur obținută la Campionatul European de Handbal Feminin din 1994, handbalistele echipei naționale a Danemarcei au fost poreclite afectuos „doamnele de fier” și au căpătat statutul de eroine sportive naționale.
Deși echipa națională de handbal daneză a anilor '90 a avut numeroase vedete, este indisputabil că Anja Andersen a fost cea mai prolifică și controversată. Cu toate că nimeni nu i-a pus la îndoială talentul, totuși temperamentul ei, care i-a cauzat numeroase neincluderi în lot la meciuri importante, a fost de multe ori subiect de discuție. La Olimpiada din 1996, antrenorul Ulrik Wilbek a exclus-o pentru scurtă vreme din echipă în urma disputelor privind stilul ei de joc și comportamentul ei pe teren. În total, ea a jucat 133 de meciuri pentru echipa feminină de handbal a Danemarcei și a înscris 726 de goluri.
De asemenea, Anja Andersen este cea care a inițiat transformarea handbalului într-un spectacol. Profund influențată de baschet - și în special de Harlem Globetrotters -, ea a inventat un stil de joc destinat mai degrabă audienței decât echipei adverse. După retragerea din cariera de jucătoare activă, ea a organizat un „dream team” al celor mai bune handbaliste, în 2000 și 2001, care a jucat cu o selecționată daneză. Meciurile „dream team-ului” au fost un succes, însă au încetat după ce Anja Andersen însăși nu a mai putut juca.
Datorită unor probleme cardiace, Andersen și-a încheiat cariera profesionistă în 1999. În același an, ea a suferit o operație în urma căreia i s-a implantat un pacemaker.

### Ca antrenoare
Anja Andersen a început imediat după retragere să antreneze clubul Slagelse FH din Liga Feminină de Handbal din Danemarca. Ea a ajutat mai întâi echipa să ajungă în fruntea ligii daneze, apoi să câștige de trei ori Liga Campionilor EHF, în sezoanele 2003/04, 2004/05 și 2006/07. În 2006, Andersen a antrenat și echipa națională de handbal a Serbiei.
În 2008, ea s-a despărțit de Slagelse și a devenit antrenoarea echipei FCK Håndbold Copenhaga, acolo unde a avut-o printre jucătoare și pe Carmen Amariei. În 2010, Andersen a părăsit FCK Håndbold datorită dizolvării clubului și a decis să facă o pauză până la următoarea echipă pe care să o antreneze.
În februarie 2011, Anja Andersen a devenit noul antrenor al campioanelor României, CS Oltchim Râmnicu Vâlcea. Clubul românesc a angajat-o în încercarea de a câștiga trofeul Ligii Campionilor EHF în sezonul 2010/11. Ea a semnat cu clubul vâlcean un contract pe patru luni, până la sfârșitul sezonului, cu drept de prelungire, și îl înlocuiește pe fostul antrenor, maghiarul Péter Kovács.
La doar trei zile de la anunțarea sa ca antrenoare a Oltchim, echipa condusă de Anja Andersen a învins pe teren propriu, într-un meci din Grupele Principale ale Ligii Campionilor, campioana Muntenegrului ŽRK Budućnost Podgorica, scor 21-20. Cu toate acestea, în urma performanțelor slabe din Liga Campionilor și în special a înfrângerilor în fața campioanei Spaniei, Itxako Reyno de Navarra, Anja Andersen a fost concediată de clubul Oltchim, fiind înlocuită cu veteranul Radu Voina.

## Realizări
De-a lungul carierei sale active ca jucătoare profesionistă de handbal, Anja Anderson a câștigat numeroase competiții:
- 1987 - medaliată cu argint la Campionatul Mondial de Handbal Feminin pentru Junioare din Danemarca
- 1992 - câștigătoare a Ligii de Handbal din Norvegia cu Bækkelagets SK
- 1993 - medaliată cu argint la Campionatul Mondial din Norvegia
- 1994 - medaliată cu aur la Campionatul European din Germania
- 1995 - medaliată cu bronz la Campionatul Mondial din Austria și Ungaria
- 1996 - medaliată cu aur la Jocurile Olimpice de vară de la Atlanta
- 1996 - medaliată cu aur la Campionatul European din Danemarca
- 1997 - medaliată cu aur la Campionatul Mondial din Germania
- 1997 - titlul de Cel mai bun jucător al anului-IHF[10]

De asemenea, Andersen a obținut rezultate deosebite și în cariera sa de antrenoare:
- 2003, 2005 și 2007 - câștigătoare a Ligii de Handbal din Danemarca cu Slagelse FH
- 2004, 2005 și 2007 - câștigătoare a Ligii Campionilor EHF cu Slagelse FH